# Anna Lizaran

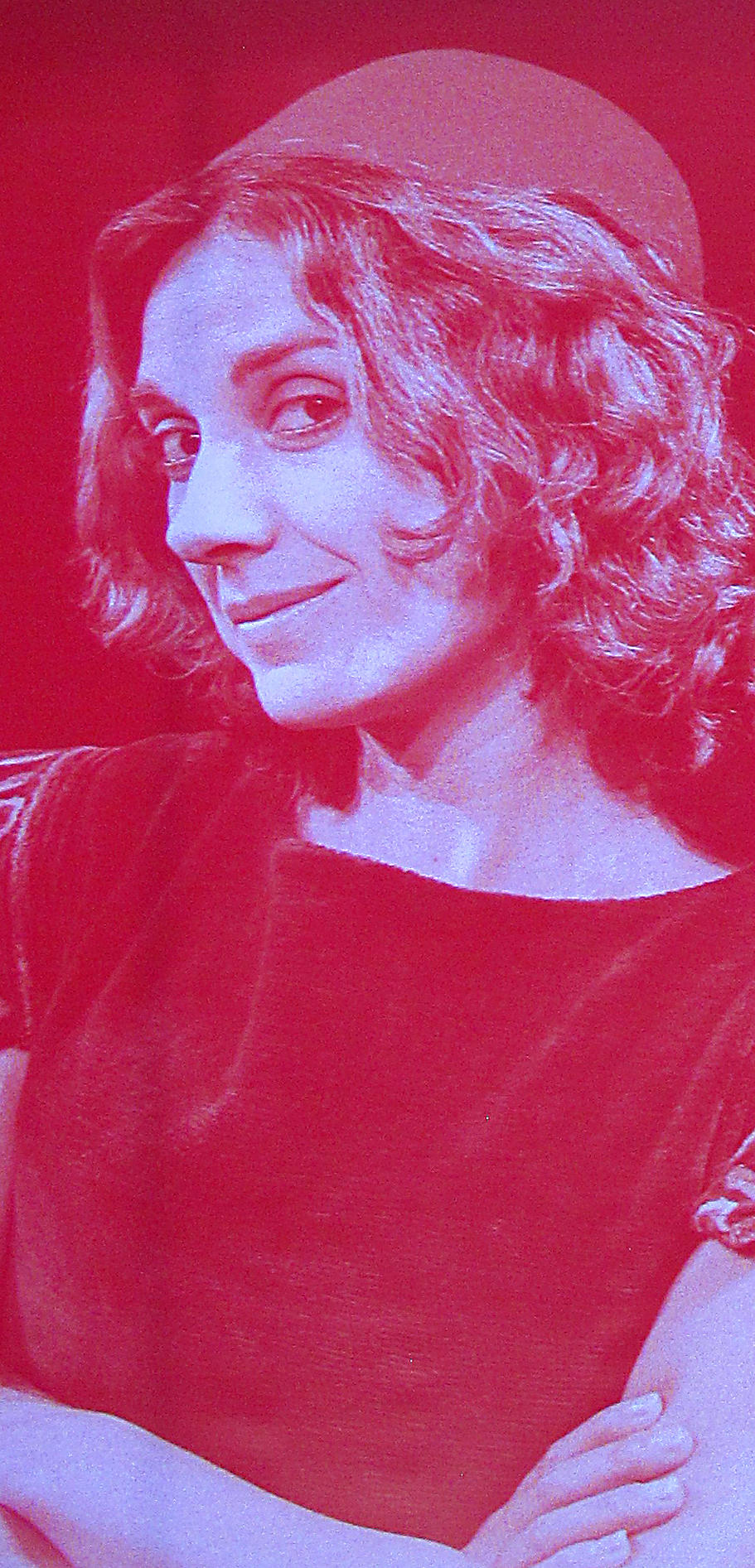
Anna Lizaran

Anna Lizaran i Merlos (* 31. August 1944 in Esparreguera; † 12. Januar 2013 in Barcelona) war eine spanische Schauspielerin.

## Leben
Anna Lizarans Vater war ein Mechaniker und ihre Mutter eine Damenschneiderin. Sie studierte Theaterwissenschaften am Centre d’Estudis Experimentals in Barcelona und war Mitglied der Theatergruppe Els Comediants (Die Komödianten).
Zum Studium der Pantomime (mit Jacques Lecoq) ging sie 1974 nach Paris. Seit 1976 arbeitete sie am Teatre Lliure in Barcelona und war 1996 Direktorin bei Arsènic i puntes de coixí.

## Filmografie
- 1979: Salut i força al canut
- 1980: El vicari d’Olot
- 1982: La plaça del diamant
- 1990: La teranyina
- 1991: Tacones lejanos
- 1994: Souvenir
- 1995: El perquè de tot plegat
- 1996: La Celestina
- 1997: Actrius
- 1998: La primera noche de mi vida
- 2000: Morir (o no)

## Theater
- 1976: „Camí de nit, 1854“
- 1977: „Titus Andrònic“ • „Leonci i Lena“ • „La cacatúa verda“ • „Ascensió i caiguda de la ciutat de Mahagonny“
- 1978: „La vida del Rei Eduard II d’Anglaterra“ • „La nit de les tríbades“ • „Hedda Gabler“
- 1979: „La bella Helena“ • „Les tres germanes“
- 1980: „Jordi Dandin“ • „El balcó“
- 1981: „Operació Ubú“
- 1982: „El misàntrop“ • „Primera història d’Esther“
- 1983: „Al vostre gust“ • „Advertència per a embarcacions petites“
- 1984: „Una jornada particular“
- 1985: „Un dels últims vespres de carnaval“ • „La senyoreta Júlia“
- 1986: „La senyora de Sade“
- 1987: „Lorenzaccio, Lorenzaccio“ • „El 30 d’abril“
- 1988: „La bona persona del Sezuàn“
- 1990: „Maria Estuard“ • „Un capvespre al jardí“
- 1991: „El cántaro roto“
- 1992: „Dansa d’agost“ • „El dol escau a Electra“ • „El parc“
- 1993: „Roberto Zucco“
- 1994: „Un dels últims vespres de carnaval“ • „Les noces de Fígaro“ • „Quartet“
- 1995: „Arsènic i puntes de coixí“
- 1996: „Lear o el somni d’una actriu“ • „El temps i l’habitació“
- 1998: „Quartet“ • „Morir“ • „Galatea“
- 1999: „Tot esperant Godot“ • „La nit de les Tríbades“
- 2000: „L’hort dels cirerers“
- 2001: „L’adéu de Lucrècia Borja“
- 2002: „Escenes d’una execució“ • „Testimoni Verdaguer“
- 2003: „Homenatge a Josep Montanyés“ • „El retorn al desert“
- 2004: „Forasters“ • „Dissabte, diumenge i dilluns“
- 2005: „Un matrimoni de Boston“ • „Homenatge a Carlota Soldevila“
- 2006: „Rosencrantz y Guilderstein són morts“ • „Hamlet“ • „La tempestad“

## Auszeichnungen
- 1982: Premi Margarida Xirgu de teatre
- 2000: Creu de Sant Jordi
- 2003: Premi Nacional de Teatre (Nationaler Theaterpreis)